# Jacob B. Hanson
Jacob B. Hanson (¿1828? -1885) fue un ganadero noruego que residió en California y Baja California, conocido por dar su nombre a la Laguna Hanson del Parque Nacional Constitución de 1857.

## Reseña biográfica
Jacob B Hanson habría nacido en 1828 en Farsund, Noruega, hijo de Alberto e Isabel Hanson. Tenía, por lo menos, un hermano de nombre Bern, y/o William y una hermana. Desde 1849 a 1872 residió en Calaveras Valley, Condado de Santa Clara, CA. En 1871 compra unas 5.000 hectáreas de tierras en en el sito llamado "La Laguna", y desde entonces comienza un desarrollo agropecuario que lo posiciona como uno de los más grandes ganaderos de la región.

## Circunstancias de su desaparición y muerte
A principios de julio de 1885, Hanson sale en su carretela desde su rancho a San Diego, CA, haciendo una parada en Campo, CA, y desde su salida de este lugar se desconoce su paradero. Desde que su desaparición es anunciada, comienzan a circular las más variadas hipótesis: viaje a San Francisco (California), Washington D. C. o Ciudad de México de forma incógnita, enfermedad, rapto y asesinato. En agosto son hechos prisioneros en su rancho de "La Laguna"  Luman Gaskill, James Ward y Andreas Adams, acusados de remarcar el ganado de Hanson y de su asesinato, aunque el cuerpo nunca fue hallado. Su recaudo fue hecho en Ensenada, entonces capital del Partido de la Frontera Norte, donde fueron puestos a disposición de la justicia. Adams escapó, Ward murió días después de escuchar la sentencia que lo declaró, en diciembre de 1886, con Gaskill, culpables del delito sobre el ganado pero inocentes del asesinato. 

## Legado
La laguna que se hallaba en su rancho, conocida como "La Laguna", desde su muerte es popularmente conocida como "Laguna Hanson" y más recientemente ha sido llamada "Laguna Juárez". 
Debido a su evidente prosperidad -hay referencias de que Hanson poseía de 500 o 1400 cabezas de ganado-, siempre se especuló que en alguna parte del rancho tenía escondida su fortuna, lo que desde entonces ha generado la búsqueda del "tesoro de Hanson" junto a variadas leyendas y relatos.